# Militärflugplatz Grostenquin

i7
i11
i13
Die Base aérienne Grostenquin war ein Militärflugplatz der Royal Canadian Air Force (RCAF) in Frankreich. Die Basis liegt in der Region Grand Est im Département Moselle im Norden der Gemeindegebiete von Grostenquin und der Nachbargemeinde Bistroff, etwa zehn Kilometer östlich von Faulquemont. Sie dient heute nach wie vor dem Militär, der Flugplatz wurde jedoch bereits Ende der 1960er Jahre geschlossen.

## Geschichte

### RCAF Station Grostenquin

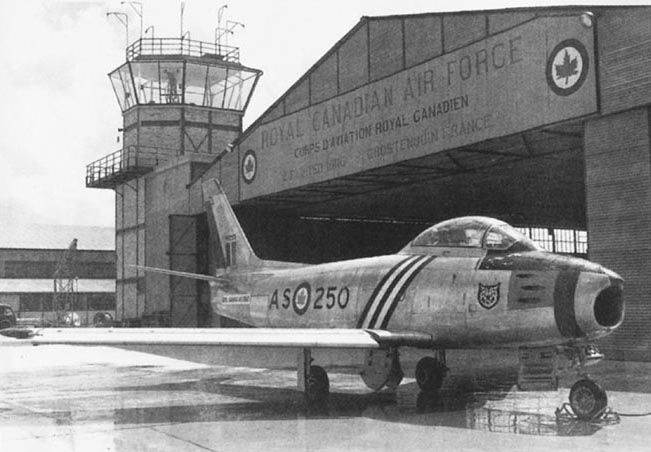
Sabre Mk.5, Grostenquin, 416. Squadron, 1953

Nach Beginn des Koreakriegs begann die NATO mit Planungen zur Verstärkung ihrer in Europa stationierten Luftstreitkräfte. Grostenquin wurde als erste neue Basis in Dienst gestellt.
Im Herbst 1952 verlegte das 2. (Fighter) Wing Royal Canadian Air Force (RCAF) aus Kanada kommend auf seinen neuen Heimatstützpunkt, die Royal Canadian Air Force Station Grostenquin (kurz RCAF Station Grostenquin) im Norden Lothringens. Dem (Jagd-)Geschwader unterstanden drei fliegende Staffeln, die 416., 421. und die 430. Squadron. Sie flogen Sabre  Mk.2 (ab 1954 Mk.5 und Mk.6) Tagjäger. Zusätzlich flog das Geschwader einige CT-133. Das Geschwader unterstand seinerseits der 1. Air Division (RCAF).

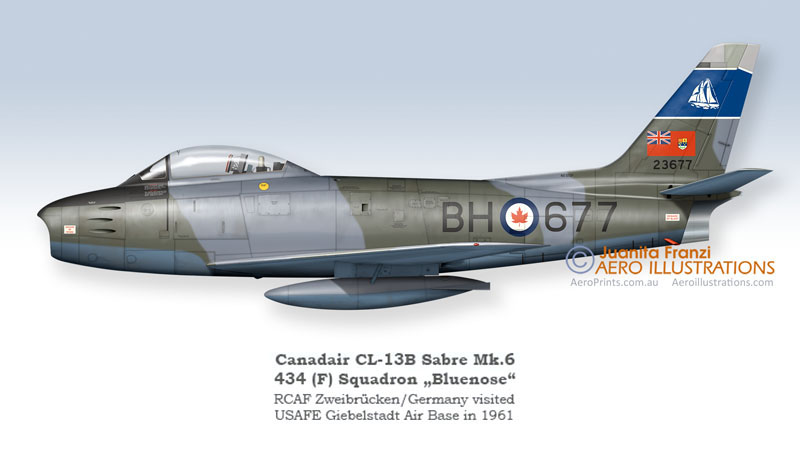
Sabre Mk.6 (BH. 677), RCAF 430 (F) Squadron "Silver Falcon" or 434 (F) Squadron "Blue Nose"

Die 416. Staffel wurde Ende Januar 1957 deaktiviert und zwei Wochen später durch die mit Allwetterjägern vom Typ CF-100 Mk.4B ausgerüstete 423. Squadron ersetzt. Später kamen als vierte fliegende Einheit einige Transportflieger mit ihren C-47 zum 2. Geschwader, die ab August 1963 mit einem zuvor in RAF Langar stationierten Transportschwarm zum 109. Verbindungsschwarm, 109 Communications Flight, zusammengelegt wurden.
Die 416. Staffel wurde Ende 1962 deaktiviert und im Herbst 1963 wurden die beiden verbliebenen Staffeln auf die CF-104 in der nuklearen Rolle umgerüstet. Im gleichen Jahr beschloss die französische Regierung, dass alle in Frankreich gelagerten Atomwaffen unter französischer Kontrolle zu stehen haben, was für Kanada und die USA, dieser gehörten die Atomwaffen für die CF-104, unannehmbar war.
Daher wurde beschlossen die RCAF Station Grostenquin zu schließen. Im Frühjahr 1964 verlegten die 109 Communications Flight nach Marville, die 430. Squadron nach Zweibrücken und die 421. Squadron nach Baden-Söllingen. Das 2. Geschwader wurde zum 1. April 1964 aufgelöst und der Flugplatz in Folge an Frankreich zurückgegeben.

### Base aérienne Grostenquin
Nach Abzug der Kanadier übernahm die französische Armée de l’air die Basis. Da diese zunächst keinen Bedarf für eine Nutzung hatte, wurde das Gelände am 12. Juli 1968 luftfahrttechnisch entwidmet. Eine neue dauerhafte Nutzung erfolgte erst ab 1979 (siehe unten).
Im Juni 2011 nutzten Helikopter der französischen Heeresflieger den geschlossenen Flugplatz während des Manövers (exercise Flammkuch) und ein Teil der Start- und Landebahn, einige Rollwege und Abstellflächen wurden in den letzten Jahren neu asphaltiert.

## Heutige Nutzung
Erst 1979 fand das Militär eine neue Nutzung. Damals entstand hier ein Trainingszentrum für elektronische Kampfführung. Auf dem Gelände wurden hierzu eine Reihe entsprechender Geräte sowjetischer Herkunft zusammengezogen, vieles davon aus NVA-Beständen. Dies nutzten neben den französischen Luftstreitkräften auch die United States Air Force und die deutsche Luftwaffe. Das deutsche Heer übte hier 2024.